# Euskal Sozialistak Elkartzeko Indarra
Euskal Sozialistak Elkartzeko Indarra (ESEI, Fuerza para la Unidad de los Socialistas Vascos en euskera) fue un partido político de orientación nacionalista vasca de izquierdas, formado en 1976 muy vinculado al mundo universitario. Formulaba un análisis marxista a la situación de Euskal Herria y era partidario de una amplia autonomía dentro de España para el País Vasco y Navarra y del abandono de la lucha armada.
Tras ser uno de los firmantes del denominado «Compromiso autonómico» en mayo de 1977 (con PNV, PSE-PSOE, ANV, PCE-EPK y DCV, donde se acordaba que fuesen los parlamentarios vascos y navarros salidos de las elecciones quienes redactasen el futuro estatuto de autonomía), en las primeras elecciones generales de la democracia (1977) participó en la candidatura del Frente Autonómico para el Senado y obtuvo un senador, su principal dirigente, Gregorio Monreal, pero no presentó listas para el Congreso de los Diputados. En las elecciones municipales y forales de 1979 formó coalición con Euskadiko Ezkerra, siendo elegido miembro de la Diputación Foral de Guipúzcoa el secretario general de ESEI José Manuel Castells. En las elecciones autonómicas de 1980 presentó su propia lista, que recogió tan sólo 6.305 votos.
Como consecuencia de los malos resultados electorales, el 30 de octubre de 1981, después de un largo debate interno, ESEI decidió autodisolverse. Sin embargo, un sector de sus exmilitantes, denominado «Colectivo ESEI», optó por integrarse en Euskadiko Ezkerra, que en aquel entonces se estaba refundando como partido político con la convergencia de EIA y el sector mayoritario del PCE-EPK.